# Język tai khun
Język tai khun, tai khao – język z grupy języków tajskich, używany przez około 120 tys. osób, zamieszkujących głównie na terytorium Birmy. Do jego zapisu używa się pisma lanna.